# تين أكوادوري
تين أكوادوري (الاسم العلمي:Ficus ecuadorensis) هو نوع من النباتات يتبع جنس التين من الفصيلة التوتية.